# Guachochi
Guachochi (del idioma tarahumara: Lugar de garzas) es una población del estado de Chihuahua, en México, localizada en la Sierra Madre Occidental. Es el principal asentamiento urbano y cabecera del municipio del mismo nombre, uno de los más importantes en el territorio de la nación rarámuri o tarahumara, en el centro de la Sierra Tarahumara.[cita requerida]
Ahí se encuentra el río de Norogachi y el poblado de Totorichi.

## Historia
La actual ciudad de Guachochi fue fundada a mediados del siglo XVIII por religiosos jesuitas con el carácter de pueblo de visita, es decir, que no contaba con un sacerdote residente permanente, por lo que dependía de un pueblo de misión. Durante mucho tiempo fue un muy pequeño asentamiento de origen español y mestizo en cuyos alrededores se ubican numerosas rancherías rarámuris, ya que el lugar era una especie de laguna variable por el suelo barroso,  terreno pantanoso al que llegaban numerosas aves migrantes, de donde le viene el nombre.
A partir de 1825 fue parte de una sección municipal con cabecera en Balleza, al sureste; en 1847 pasó a depender de Guadalupe y Calvo, notable centro minero al sur, pero separado por la profunda barranca de La Sinforosa; el 22 de octubre de 1897 fue agregado al distrito Andrés del Río, con cabecera en Batopilas, también notable centro minero en el fondo de otra lejana barranca (de acuerdo a las fechas del historiador Francisco R. Almada).  
El pequeño caserío de Guachochi empezó a crecer en 1952 cuando el gobierno federal de México creó el Instituto Nacional Indigenista, estableciendo allí uno de los primeros 2 Centros Indigenistas, el otro en el estado de Chiapas, en el sur del país.
Para facilitar la explotación forestal, se empezó entonces a abrir un camino de terracería desde Parral, antiguo centro minero, a donde  se lleva la madera para su industrialización y venta; Guachochi tuvo a partir de entonces uno de los aserraderos más importantes de toda la sierra. En una cascada del río de Guachochi se instaló un generador de energía eléctrica que permitió a los pobladores tener este servicio por primera vez en toda la región serrana. Con todo esto, la población empezó a cobrar importancia como centro comercial de la región. Posteriormente se construyó un camino similar para establecer comunicación con Creel, estación del Ferrocarril Chihuahua al Pacífico, al norte.   
El 31 de diciembre de 1962,  el Congreso de Chihuahua emitió un decreto para establecer el Municipio de Guachochi, dejando el pueblo de pertenecer al de Batopilas, para pasar a ser la cabecera del nuevo. Su primer presidente municipal (alcalde) fue el Prof. Ignacio León Pacheco, hijo del notable dirigente rarámuri y diputado estatal en años anteriores, Ignacio León Ruiz, originario de Tónachi, importante poblado rarámuri en el mismo municipio. 
Pronto se instaló una escuela primaria para niños rarámuri, el Internado Eréndira, donde los niños se albergaban toda la semana para estudiar; después se abrió una secundaria. En 1982 se dan una gran cantidad de cambios que transforman a la población: se introdujo la energía eléctrica de la red nacional (verificar fecha exacta ) y el servicio local de teléfonos; se abrió una Escuela Normal para maestros y una escuela preparatoria pública; se construyó y abrió un  Hospital del Instituto Mexicano del Seguro Social, IMSS, dentro del nuevo plan de Zonas Marginadas, COPLAMAR, que empezó a dar servicio a todos los habitantes de la región, aunque no estuvieran inscritos como trabajadores o empleados al Seguro Social. El 10 de noviembre se inauguró la estación radiodifusora XETAR-AM, La Voz de la Sierra Tarahumara del Instituto Nacional Indigenista, en 880 Kc de AM, para transmitir con 10,000 watts de potencia en las lenguas rarámuri o tarahumara en sus 2 variantes principales, el odami o tepehuano, warijó o warojío, oichkam o pima y español; fue instalada por Luis Urías, su director fundador, que en 1979 había formado las colecciones del Museo de Arte Popular de Chihuahua del mismo Instituto, que incluía las obras notables de las culturas indias de la región, en la capital del estado. En 1983 se abrió una escuela secundaria técnica agropecuaria. El aeropuerto local aumentó notablemente sus actividades: en los vuelos de la línea particular Chihuahua-Guachochi, los vuelos de aviones del sistema de tiendas populares estatales CONASUPO, que desde Parral y Guachochi surtían a todas las pequeñas poblaciones de la sierra, y por los vuelos comerciales libres a distintas regiones de la sierra y el cercano estado de Sinaloa, en una época en que aumentó considerablemente la circulación de dinero, generado por la producción de plantas para el narcotráfico. 
Todos estos proyectos estatales, y la actividad comercial que facilitaban, hicieron que muchas familias de rancherías en los alrededores, migraran para establecerse en la población, que empezó a crecer a un ritmo acelerado, pero desordenadamente, en terrenos poco apropiados, sin una planificación urbana adecuada; y pronto, para los primeros años 90, se convirtió en una ciudad. El aumento de la población generó nuevos problemas urbanos, pero igualmente recursos económicos, que finalmente permitieron se pavimentaran las calles para mejorar en mucho la calidad de vida de los pobladores.  El 25 de enero de 1994 se estableció la diócesis de Tarahumara, al ser elevado a ese rango el antiguo Vicariato Apostólico de la Tarahumara que tenía sede en Sisoguichi, municipio de Bocoyna.
Cada año, con motivo del aniversario de La Voz de la Sierra Tarahumara, se reúnen numerosas personas de toda la región y la sierra de Chihuahua, en un festival de música y danza tradicionales, iniciado desde su primer aniversario en 1983; este año 2007 fue especialmente destacado por cumplirse 25 años de su fundación. La ciudad seguramente crecerá aún más, mejorando en mucho sus servicios, en tanto que está aumentando la corriente de visitantes, ya que se encuentra muy cercana a La Sinforosa, considerada la más hermosa de todas las barrancas y cañones de la Sierra Tarahumara de Chihuahua.
En agosto de 2013, miembros de la empresa estadounidense Nike visitaron este poblado para probar sus nuevas zapatillas para correr a algunos corredores tarahumaras, y tomar fotografías para promocionar este producto en México. En su página web, la empresa escribió que "Correr está en el ADN de todos los mexicanos".
En 2019, la cabecera municipal se eleva a categoría de ciudad.
En 2023 fue designado como Pueblo Mágico.

## Religión
Esta población es sede de la diócesis de Tarahumara que es una jurisdicción católica que atiende a todas las poblaciones de la sierra tarahumara y es sufragánea a la arquidiócesis de Chihuahua.
Biblia en idioma tarahumara: (https://www.scriptureearth.org/00e-Escrituras_Indice.php?sortby=lang&idx=267)
Biblia en idioma tepehuano: (https://scriptureearth.org/00e-Escrituras_Indice.php?sortby=lang&ISO_ROD_index=125#)

## Clima
Guachochi presenta un clima templado-subhúmedo. La temperatura tiene extremos de 35 °C y de -18.5 °C. Los veranos son ligeramente cálidos y lluviosos en los meses de julio y agosto, principalmente. Los inviernos son fríos con 130 heladas en promedio y nevadas de noviembre a marzo. 
| Parámetros climáticos promedio de Guachochi, Chihuahua | Parámetros climáticos promedio de Guachochi, Chihuahua | Parámetros climáticos promedio de Guachochi, Chihuahua | Parámetros climáticos promedio de Guachochi, Chihuahua | Parámetros climáticos promedio de Guachochi, Chihuahua | Parámetros climáticos promedio de Guachochi, Chihuahua | Parámetros climáticos promedio de Guachochi, Chihuahua | Parámetros climáticos promedio de Guachochi, Chihuahua | Parámetros climáticos promedio de Guachochi, Chihuahua | Parámetros climáticos promedio de Guachochi, Chihuahua | Parámetros climáticos promedio de Guachochi, Chihuahua | Parámetros climáticos promedio de Guachochi, Chihuahua | Parámetros climáticos promedio de Guachochi, Chihuahua | Parámetros climáticos promedio de Guachochi, Chihuahua |
| Mes                                                    | Ene.                                                   | Feb.                                                   | Mar.                                                   | Abr.                                                   | May.                                                   | Jun.                                                   | Jul.                                                   | Ago.                                                   | Sep.                                                   | Oct.                                                   | Nov.                                                   | Dic.                                                   | Anual                                                  |
| ------------------------------------------------------ | ------------------------------------------------------ | ------------------------------------------------------ | ------------------------------------------------------ | ------------------------------------------------------ | ------------------------------------------------------ | ------------------------------------------------------ | ------------------------------------------------------ | ------------------------------------------------------ | ------------------------------------------------------ | ------------------------------------------------------ | ------------------------------------------------------ | ------------------------------------------------------ | ------------------------------------------------------ |
| Temp. máx. abs. (°C)                                   | 26.0                                                   | 26.0                                                   | 29.0                                                   | 32.0                                                   | 35.0                                                   | 40.0                                                   | 30.5                                                   | 32.0                                                   | 31.0                                                   | 28.0                                                   | 26.0                                                   | 28.0                                                   | 40.0                                                   |
| Temp. máx. media (°C)                                  | 14.3                                                   | 15.2                                                   | 17.3                                                   | 20.4                                                   | 23.4                                                   | 25.5                                                   | 23.2                                                   | 22.7                                                   | 22.0                                                   | 20.4                                                   | 17.7                                                   | 14.8                                                   | 19.7                                                   |
| Temp. media (°C)                                       | 4.3                                                    | 4.9                                                    | 6.7                                                    | 9.6                                                    | 12.5                                                   | 15.8                                                   | 16.2                                                   | 15.8                                                   | 14.4                                                   | 10.7                                                   | 7.1                                                    | 4.9                                                    | 10.2                                                   |
| Temp. mín. media (°C)                                  | -5.8                                                   | -5.4                                                   | -3.9                                                   | -1.2                                                   | 1.6                                                    | 6.1                                                    | 9.2                                                    | 9.0                                                    | 6.9                                                    | 1.0                                                    | -3.5                                                   | -5.0                                                   | 0.8                                                    |
| Temp. mín. abs. (°C)                                   | -18.0                                                  | -16.0                                                  | -18.0                                                  | -14.0                                                  | -14.5                                                  | -6.0                                                   | 0.0                                                    | -11.5                                                  | -9.0                                                   | -15.0                                                  | -15.0                                                  | -19.0                                                  | -19.0                                                  |
| Precipitación total (mm)                               | 37.6                                                   | 30.4                                                   | 14.4                                                   | 14.9                                                   | 14.8                                                   | 76.2                                                   | 194.7                                                  | 171.0                                                  | 99.6                                                   | 41.1                                                   | 31.1                                                   | 47.9                                                   | 773.7                                                  |
| Días de precipitaciones (≥ 1 mm)                       | 4.5                                                    | 3.5                                                    | 1.9                                                    | 2.1                                                    | 2.4                                                    | 10.0                                                   | 21.5                                                   | 19.6                                                   | 12.7                                                   | 4.9                                                    | 3.0                                                    | 5.2                                                    | 91.3                                                   |
| Fuente: Servicio Meteorológico Nacional                |                                                        |                                                        |                                                        |                                                        |                                                        |                                                        |                                                        |                                                        |                                                        |                                                        |                                                        |                                                        |                                                        |